# Arvidsjaursjön
Het Arvidsjaursjön, Samisch: Árviesjávvre, is een meer in Zweden, in de gemeente Arvidsjaur. Het meer ligt ten noordoosten van de plaats Arvidsjaur. Het meer ligt op 364 meter boden de zeespiegel. Aan de zuidoostpunt zorgt de Byskerivier voor de afvoer van het water, dat het meer in het oosten van allerlei beken ontvangt. Het meer zorgt ervoor dat het dorp geen kant op kan. Wegen en spoorlijn moeten een omweg maken en het vliegveld Arvidsjaur is tegenover het dorp aan de noordzijde van het meer aangelegd.
De naam van het meer is foutief overgezet in het Zweeds. Het Samische Árvies betekent, vanuit het Umedialect, gul, jávvre betekent meer. Daarachter is dan nog een keer sjön gezet, Zweeds voor meer.